# Jacques-Pierre Pointe
Pour les articles homonymes, voir Pointe.
Jacques-Pierre Pointe, né le 2 septembre 1787 à Lyon et mort le 14 février 1860 dans le 2e arrondissement de Lyon, est un médecin français.

## Biographie
Fils de Honoré-Joseph Pointe, médecin à Lyon, et de Marie Davin, Jacques-Pierre Pointe perd son père à l'âge de dix ans après son assassinat lié aux soins qu'il avait apporté à tous les blessés de la Révolution française, quelque que soit leur tendance politique.
Après des études littéraires, Jacques-Pierre Pointe étudie la médecine en 1805 grâce à l'appui du professeur Marc-Antoine Petit qui avait été élève de son père. Il l'envoie poursuivre ses études à Paris de 1807 à 1812, date à laquelle il soutient sa thèse intitulée Des fistules en général. De retour à Lyon, il réussit le concours d'entrée à l'Hôtel-Dieu de Lyon en 1817.
En 1820, il est nommé professeur suppléant de clinique médicale à l'Hôtel-Dieu et en devient titulaire en 1831. Entre temps, en 1825, la Manufacture des Tabacs l'engage comme médecin chargé des maladies des ouvriers de l'usine.
Après les nombreuses publications qu'il réalise, il est nommé chevalier de la Légion d'honneur en 1846. Mais en 1854, il perd sa chaire de professeur titulaire lors d'une réorganisation de l'Hôtel-Dieu.

## Publications
En dehors de son activité de médecin, Jacques-Pierre Pointe écrit de nombreux mémoires à caractère scientifique, tirés de son expérience, mais aussi des études à caractère historique. Dans cette dernière catégorie, on retiendra sa Notice historique sur les médecins du grand Hôtel-Dieu de Lyon (1826), sa Lettre historique sur l'enseignement des sciences médicales à Lyon (1831), son Fragment pour servir à l'histoire de Lyon, pendant les évènements du mois d'avril 1834 (1836) et l'Histoire du grand Hôtel-Dieu de Lyon (1842).
Non content d'écrire, il s'est passionné pour les livres anciens relatifs à la médecine que la Bibliothèque Universitaire de Lyon 1 a recueillis.